# Aurélien (Roman)
Aurélien ist ein 1944 bei Gallimard erschienener Roman von Louis Aragon. Der Roman beschreibt die unglückliche Liebe zwischen dem Erster-Weltkriegs-Veteranen Aurélien Leurtillois und der verheirateten Bérénice Morel.

## Handlung
Aurélien Leurtillois hat am Ersten Weltkrieg zuletzt 1917/18 als Leutnant der Orient-Armee in Saloniki teilgenommen, wo er sich mit einem Sumpffieber infiziert hat, das anfallsweise wiederkehrt. Er lebt im Paris der ersten Nachkriegsjahre von Einnahmen aus der Verpachtung seines Guts und widmet sich dem Müßiggang. Er verliebt sich in die die Stadt besuchende Bérénice, eine Verwandte seines Jugendfreundes Édouard, obwohl er sie zuerst „schlichtweg hässlich“ findet. Sie verbringen zunächst viel Zeit miteinander und sind einander zugeneigt, doch der Suizidversuch von Édouards Frau Blanchette, die selbst vor kurzem in Aurélien verliebt war, führt dazu, dass Bérénice den Kontakt stark reduziert. Aurélien ist darüber verzweifelt. Die Silvesternacht verbringt er, stark betrunken, mit einer Prostituierten aus seinem Stammlokal. Nach Hause zurückgekehrt, stellt er fest, dass Bérénice die Nacht auf einem Sessel im Treppenhaus seines Mietshauses zugebracht hat und am Morgen von der Wirtschafterin in seine Wohnung gelassen wurde. Sie war bereit, für ihn ihren Mann zu verlassen. Jetzt fühlt er, dass eine Bitte um Vergebung unmöglich wäre, da Bérénice „vom Absoluten besessen“ ist.
Später erfährt Aurélien, dass Bérénice im Anschluss einige Zeit mit dem erfolglosen jungen Pariser Dichter Paul Denis auf dem Land gelebt hat. Aurélien trägt schwer an der Last, dass Bérénice sich von ihm abgewandt und der in seinen Augen schlechteren Partie Denis hingegeben hat. Die beiden Männer begegnen sich in Paris zufällig. Sie provozieren einander, bleiben aber doch stundenlang zusammen. Paul wirft sich in eine Schlägerei und wird tödlich verletzt, kurz nachdem er gesagt hatte, er wolle sich umbringen.
Bérénice kehrt zu ihrem einarmigen Mann in der Provinz zurück. Aurélien findet keinen richtigen Platz mehr in der Pariser Gesellschaft und verliert durch die Beteiligung an einer unsauberen Spekulation Édouards die Quelle seiner Einkünfte. Er zieht nach Lille, leitet dort erfolgreich eine Fabrik und gründet eine Familie.
Achtzehn Jahre später, in der Spätphase der deutschen Invasion des Zweiten Weltkrieges, kommt Aurélien als Hauptmann auf dem Rückzug einer Panzereinheit in die Heimatstadt von Bérénice und trifft sie dort mit ihrem Mann lebend an. Die Ehe besteht seit damals nur noch der Form halber. Ihm wird offenbar, dass sie ihn für die Liebe ihres Lebens hielt und sich fortan von der Männerwelt losgelöst hatte. Aurélien erklärt ihr, obwohl mittlerweile glücklich verheiratet, die gleichen Gefühle. In der Folge eines Ausfluges bemerkt Aurélien bei einer Meinungsverschiedenheit die in den letzten Jahren der Trennung gewachsene Unterschiedlichkeit der beiden – zudem bemerken beide, dass der andere nicht dem Traumbild entspricht, das sie mit sich herumgetragen haben. Bei der nächtlichen Heimfahrt gerät ihr Auto in Maschinengewehrfeuer der anrückenden deutschen Truppen. Aurélien wird am Arm verwundet, den er um Bérénices Schulter gelegt hat. Erst deutlich später bemerkt er, dass sie von derselben Garbe tödlich getroffen wurde.

## Hintergrund
Der Roman stellt den vierten (und letzten) Teil eines Zyklus mit dem Titel Die wirkliche Welt dar, den Louis Aragon 1934 mit Die Glocken von Basel begonnen und auf dreißig Romane geplant hatte. Er ist allerdings mit den drei vorhergehenden Romanen nur lose verbunden, am ehesten noch mit Die Viertel der Reichen (1936). Das Paris der ersten Nachkriegsjahre beschreibt Aragon mit einer außerordentlichen Dichte anhand vieler sinnlicher und atmosphärischer Details. Einige Kritiker sehen in Aurélien eine verschlüsselte Charakterstudie des Schriftstellers, Dandys und späteren Kollaborateurs Pierre Drieu la Rochelle und in der Figur der Bérénice die Cousine der Frau André Bretons, Denise Lévy. Aragon selbst sieht seinen Roman in einem Nachwort zur französischen Neuausgabe 1966 als Ausdruck der „Unmöglichkeit des Paares“, das an der Ungleichzeitigkeit der Gefühle scheitert. Bérénice heißt auch die Hauptfigur von Jean Racines gleichnamiger Tragödie aus dem Jahre 1670, die Aragon zu Beginn des Romans zitiert.
Aragon benutzt einen Gipsabdruck der Unbekannten aus der Seine, um Aurélien die unterschwellige Schönheit Bérénices beschreiben zu lassen.

## Deutsche Ausgaben
- Aurélien. Verlag Volk und Welt, Ost-Berlin 1952.
- Aurélien. Kindler Verlag, München 1961 (Lizenzausgabe der Ausgabe 1952).
- Aurélien. Neuübersetzung durch Lydia Babilas, Düsseldorf 1987, Bertelsmann Jahrhundert Edition 1998.